# Christopher Sogge
Christopher Donald Sogge (/ˈsɒɡi / ; né le 14 juillet 1960) est un mathématicien américain. Il est professeur de mathématiques J. J. Sylvester à l'université Johns-Hopkins et rédacteur en chef de l'American Journal of Mathematics. Ses recherches portent sur l'analyse de Fourier et les équations aux dérivées partielles.

## Formation et carrière
Sogge commence ses études universitaires à l'université de Chicago et en sort diplômé en 1982. Il part alors pour l'université de Princeton où il soutient un doctorat en 1985 sous la direction d'Elias M. Stein,. Il enseigne à l'université de Chicago de 1985 à 1989 puis à l'université de Californie à Los Angeles de 1989 à 1996 avant d'être recruté à l'université Johns-Hopkins,, où il est élu sur la chaire J. J. Sylvester en 2009.

## Vie privée
En 1987, il épouse Elizabeth Lombardi. Le couple a trois enfants, Lewis, Susanna et William Sogge.

## Récompenses et honneurs
En 2013, il devient l'un des premiers membres de l'American Mathematical Society. Il bénéficie de bourses de la National Science Foundation, de la fondation Alfred P. Sloan et de la fondation Guggenheim, et il a reçu le Presidential Young Investigator Award en 1988. Il est invité au congrès international des mathématiciens à Zurich en 1994. En 2007, il reçoit le Diversity Recognition Award de l'université Johns-Hopkins.

## Livres
- Fourier integrals in classical analysis, Cambridge University Press, coll. « Cambridge Tracts in Mathematics » (no 105), 2017 (1re éd. 1993), xiv+334 p. (ISBN 9781316341186, DOI 10.1017/9781316341186)[5],[6]
- Lectures on non-linear wave equations, Boston, International Press, 2008 (1re éd. 1995), 214 p. (ISBN 978-1-57146-173-5 et 978-1-57146-279-4)[7]
- Hangzhou lectures on eigenfunctions of the Laplacian, Princeton University Press, coll. « Annals of Mathematical Studies » (no 188), 2014, 208 p. (ISBN 9780691160757 et 9780691160788)